# 박오용
박오용(1926년 12월 1일 ~ 1991년 10월 4일)은 대한민국의 국악인이다.